# Liste der Kardinalskreierungen Benedikts XVI.

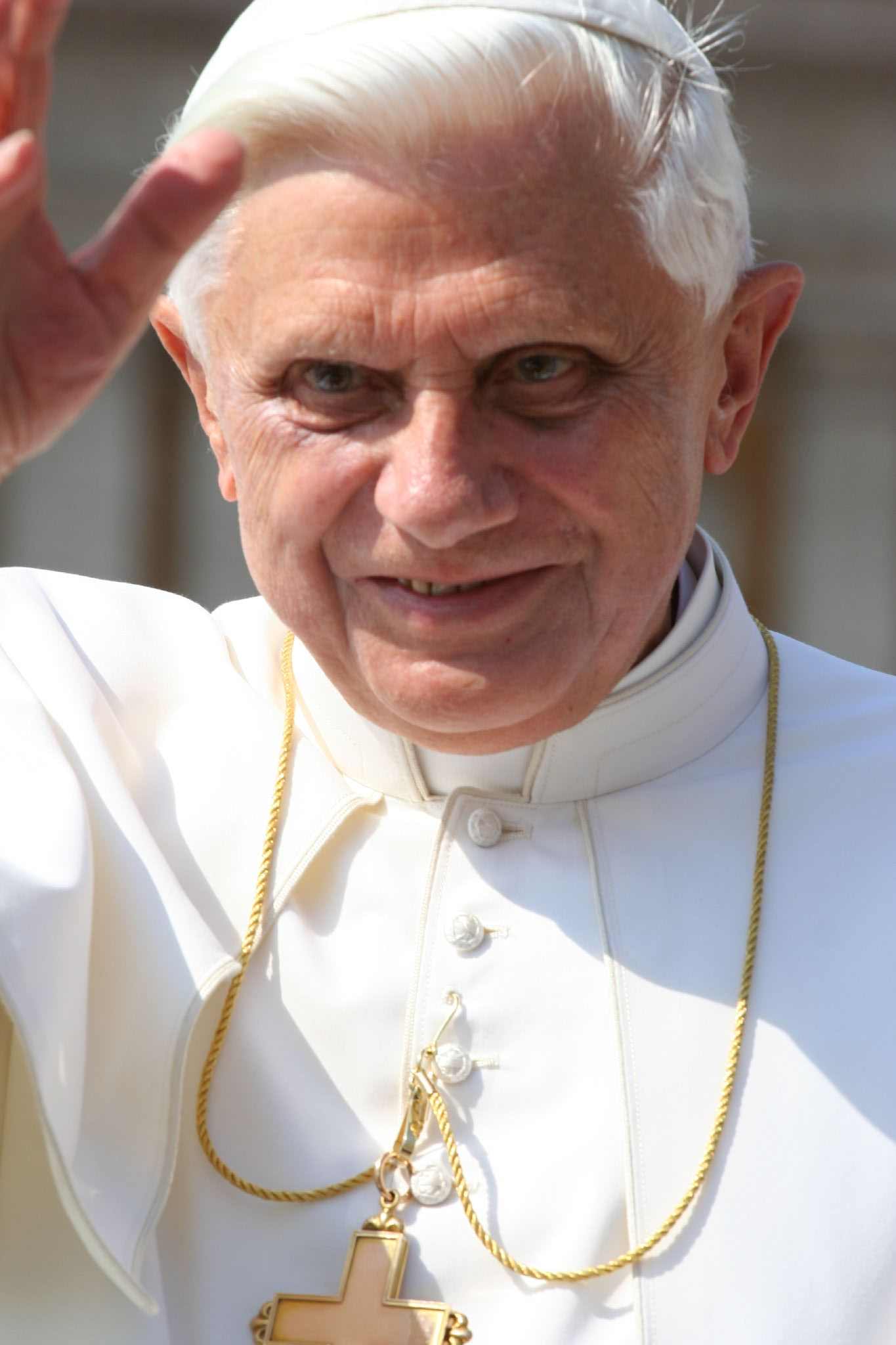
Benedikt XVI.

Papst Benedikt XVI. nahm im Lauf seines Pontifikates (2005–2013) in fünf Konsistorien die Kreierung von 90 Kardinälen vor, von denen am Ende seines Pontifikats 83 noch am Leben waren und 67 am Konklave 2013 teilnahmen.

## Konsistorien

### 24. März 2006

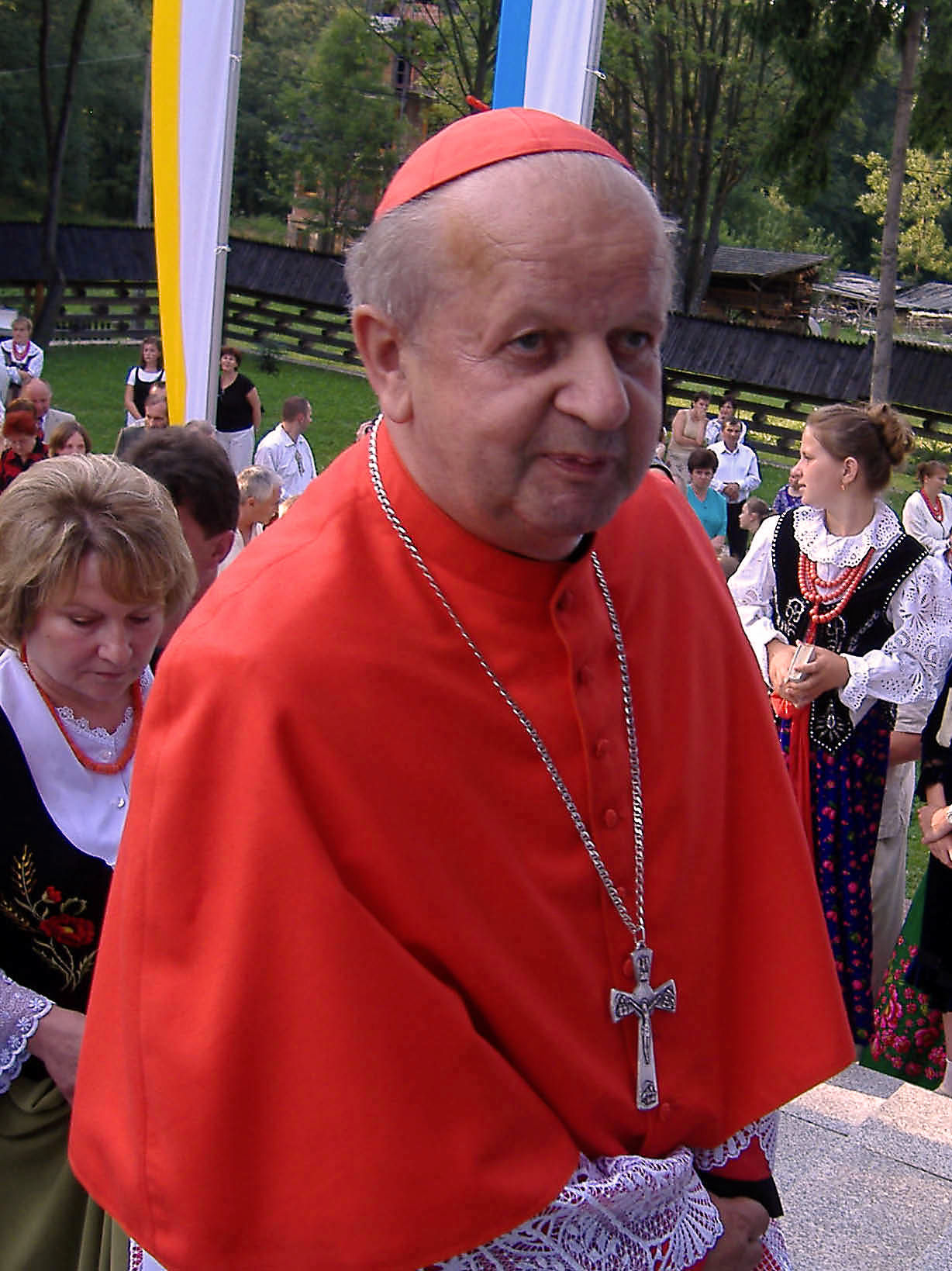
Stanisław Dziwisz

1. Vereinigte Staaten: William Joseph Levada, Präfekt der Kongregation für die Glaubenslehre
2. Slowenien: Franc Rodé CM, Präfekt der Kongregation für die Institute geweihten Lebens und für die Gesellschaften apostolischen Lebens
3. Italien: Agostino Vallini, Präfekt der Apostolischen Signatur
4. Venezuela: Jorge Urosa, Erzbischof von Caracas
5. Philippinen: Gaudencio Borbon Rosales, Erzbischof von Manila
6. Frankreich: Jean-Pierre Ricard, Erzbischof von Bordeaux
7. Spanien: Antonio Cañizares Llovera, Erzbischof von Toledo
8. Südkorea: Nicholas Cheong Jin-suk, Erzbischof von Seoul
9. Vereinigte Staaten: Seán Patrick O’Malley OFMCap, Erzbischof von Boston
10. Polen: Stanisław Dziwisz, Erzbischof von Krakau
11. Italien: Carlo Caffarra, Erzbischof von Bologna
12. Volksrepublik China: Joseph Zen Ze-kiun SDB, Bischof von Hongkong

Bereits über 80:
1. Italien: Andrea Cordero Lanza di Montezemolo, Erzpriester von Sankt Paul vor den Mauern
2. Ghana: Peter Poreku Dery, emeritierter Erzbischof von Tamale
3. Frankreich: Albert Vanhoye SJ, emeritierter Sekretär der Päpstlichen Bibelkommission

### 24. November 2007

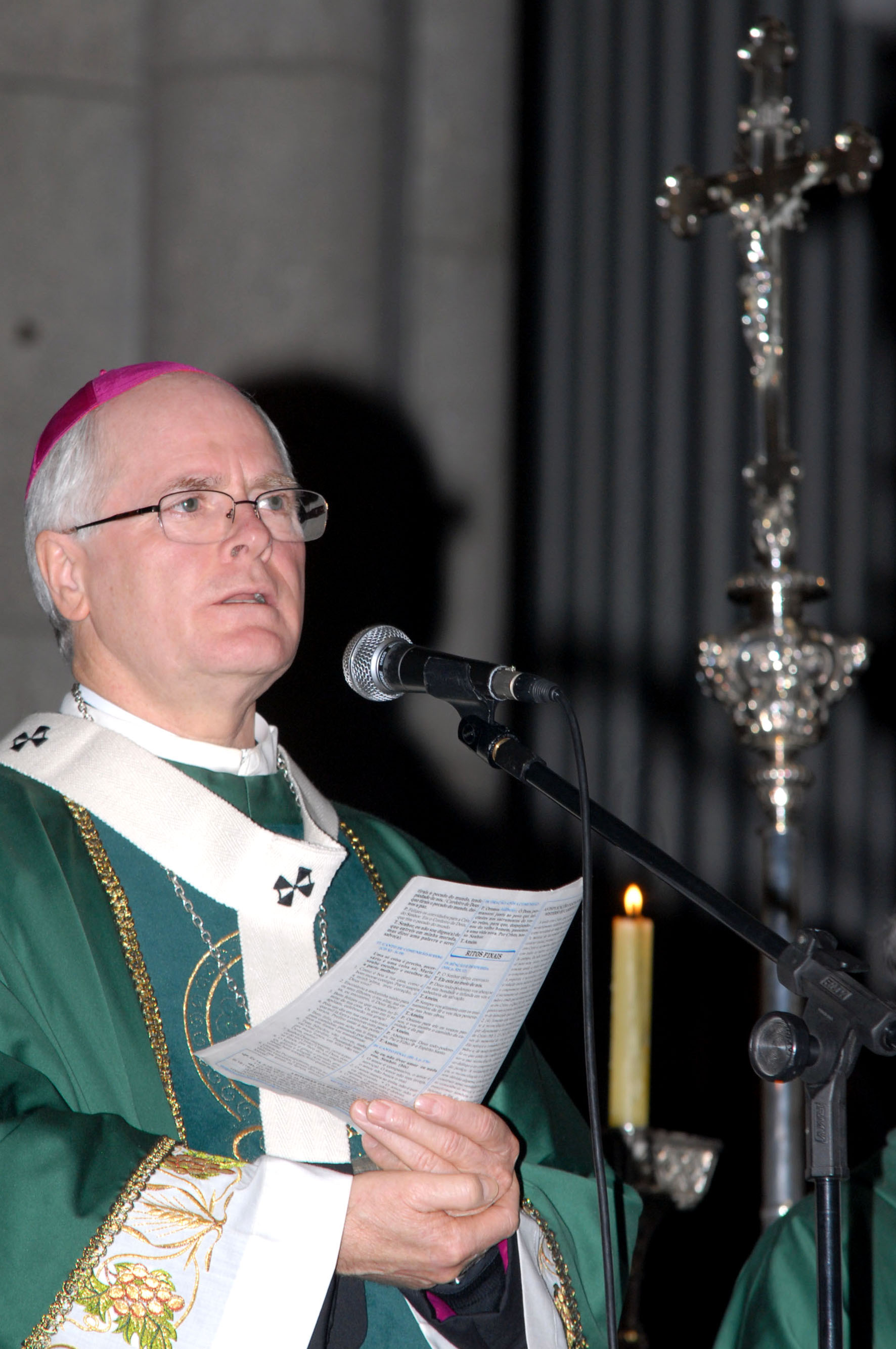
Odilo Pedro Scherer

1. Argentinien: Leonardo Sandri, Präfekt der Kongregation für die orientalischen Kirchen
2. Vereinigte Staaten: John Patrick Foley, Großmeister des Ritterordens vom Heiligen Grab zu Jerusalem
3. Italien: Giovanni Lajolo, Präsident der Päpstlichen Kommission für den Staat der Vatikanstadt
4. Deutschland: Paul Josef Cordes, Präsident des Päpstlichen Rates „Cor Unum“
5. Italien: Angelo Comastri, Erzpriester von Sankt Peter im Vatikan
6. Polen: Stanisław Ryłko, Präsident des Päpstlichen Rates für die Laien
7. Italien: Raffaele Farina SDB, Bibliothekar der Vatikanischen Bibliothek und Archivar des Päpstlichen Geheimarchives
8. Spanien: Agustín García-Gasco Vicente, Erzbischof von Valencia
9. Irland: Seán Brady, Erzbischof von Armagh
10. Spanien: Lluís Martínez Sistach, Erzbischof von Barcelona
11. Frankreich: André Vingt-Trois, Erzbischof von Paris
12. Italien: Angelo Bagnasco, Erzbischof von Genua
13. Senegal: Théodore-Adrien Sarr, Erzbischof von Dakar
14. Indien: Oswald Gracias, Erzbischof von Bombay
15. Mexiko: Francisco Robles Ortega, Erzbischof von Monterrey
16. Vereinigte Staaten: Daniel DiNardo, Erzbischof von Galveston-Houston
17. Brasilien: Odilo Pedro Scherer, Erzbischof von São Paulo
18. Kenia: John Njue, Erzbischof von Nairobi

Bereits über 80:
1. Irak: Emmanuel III. Delly, Patriarch von Babylon
2. Italien: Giovanni Coppa, emeritierter Apostolischer Nuntius in Tschechien
3. Argentinien: Estanislao Esteban Karlic, emeritierter Erzbischof von Paraná
4. Spanien: Urbano Navarrete Cortés SJ, ehemaliger Rektor der Päpstlichen Universität Gregoriana
5. Italien: Umberto Betti OFM, ehemaliger Rektor der Lateranuniversität

### 20. November 2010

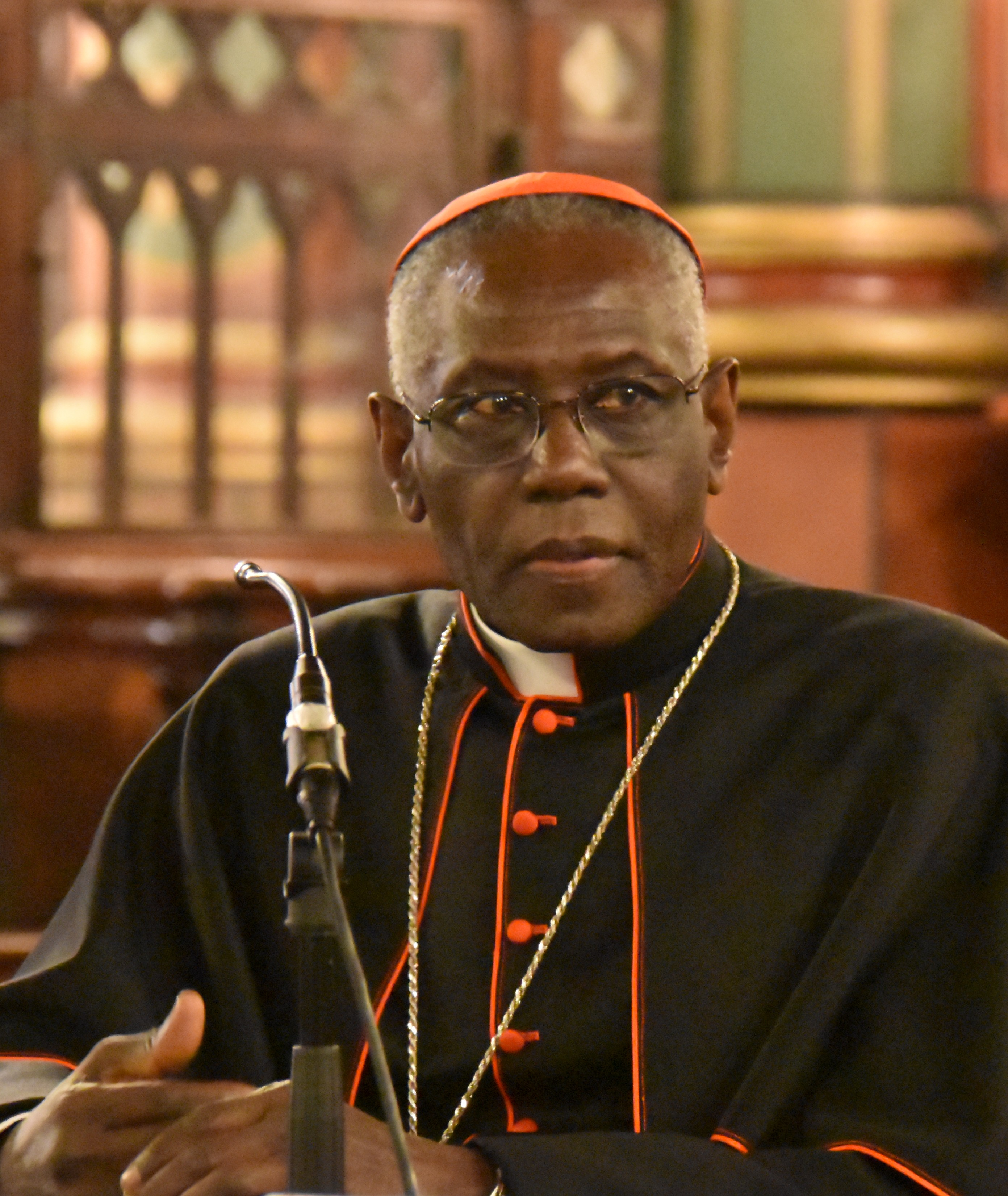
Robert Sarah

1. Italien: Angelo Amato SDB, Präfekt der Kongregation für die Selig- und Heiligsprechungsprozesse
2. Ägypten: Antonios Naguib, Patriarch von Alexandria
3. Guinea: Robert Sarah, Präsident des Päpstlichen Rates „Cor Unum“
4. Italien: Francesco Monterisi, Erzpriester der Patriarchalbasilika Sankt Paul vor den Mauern
5. Italien: Fortunato Baldelli, Großpönitentiar
6. Vereinigte Staaten: Raymond Leo Burke, Präfekt der Apostolischen Signatur
7. Schweiz: Kurt Koch, Präsident des Päpstlichen Rates zur Förderung der Einheit der Christen
8. Italien: Paolo Sardi, Patron des Malteserordens
9. Italien: Mauro Piacenza, Präfekt der Kongregation für den Klerus
10. Italien: Velasio De Paolis CS, Präsident der Präfektur für die ökonomischen Angelegenheiten des Heiligen Stuhls
11. Italien: Gianfranco Ravasi, Präsident des Päpstlichen Rates für die Kultur
12. Sambia: Medardo Joseph Mazombwe, emeritierter Erzbischof von Lusaka
13. Ecuador: Raúl Eduardo Vela Chiriboga, emeritierter Erzbischof von Quito
14. Demokratische Republik Kongo: Laurent Monsengwo Pasinya, Erzbischof von Kinshasa
15. Italien: Paolo Romeo, Erzbischof von Palermo
16. Vereinigte Staaten: Donald Wuerl, Erzbischof von Washington
17. Brasilien: Raymundo Damasceno Assis, Erzbischof von Aparecida
18. Polen: Kazimierz Nycz, Erzbischof von Warschau
19. Sri Lanka: Albert Malcolm Ranjith, Erzbischof von Colombo
20. Deutschland: Reinhard Marx, Erzbischof von München und Freising

Bereits über 80:
1. Spanien: José Manuel Estepa Llaurens, emeritierter Militärerzbischof von Spanien
2. Italien: Elio Sgreccia, emeritierter Präsident der Päpstlichen Akademie für das Leben
3. Deutschland: Walter Brandmüller, emeritierter Präsident des Päpstlichen Komitees für Geschichtswissenschaft
4. Italien: Domenico Bartolucci, emeritierter Leiter des Chors der Sixtinischen Kapelle

### 18. Februar 2012

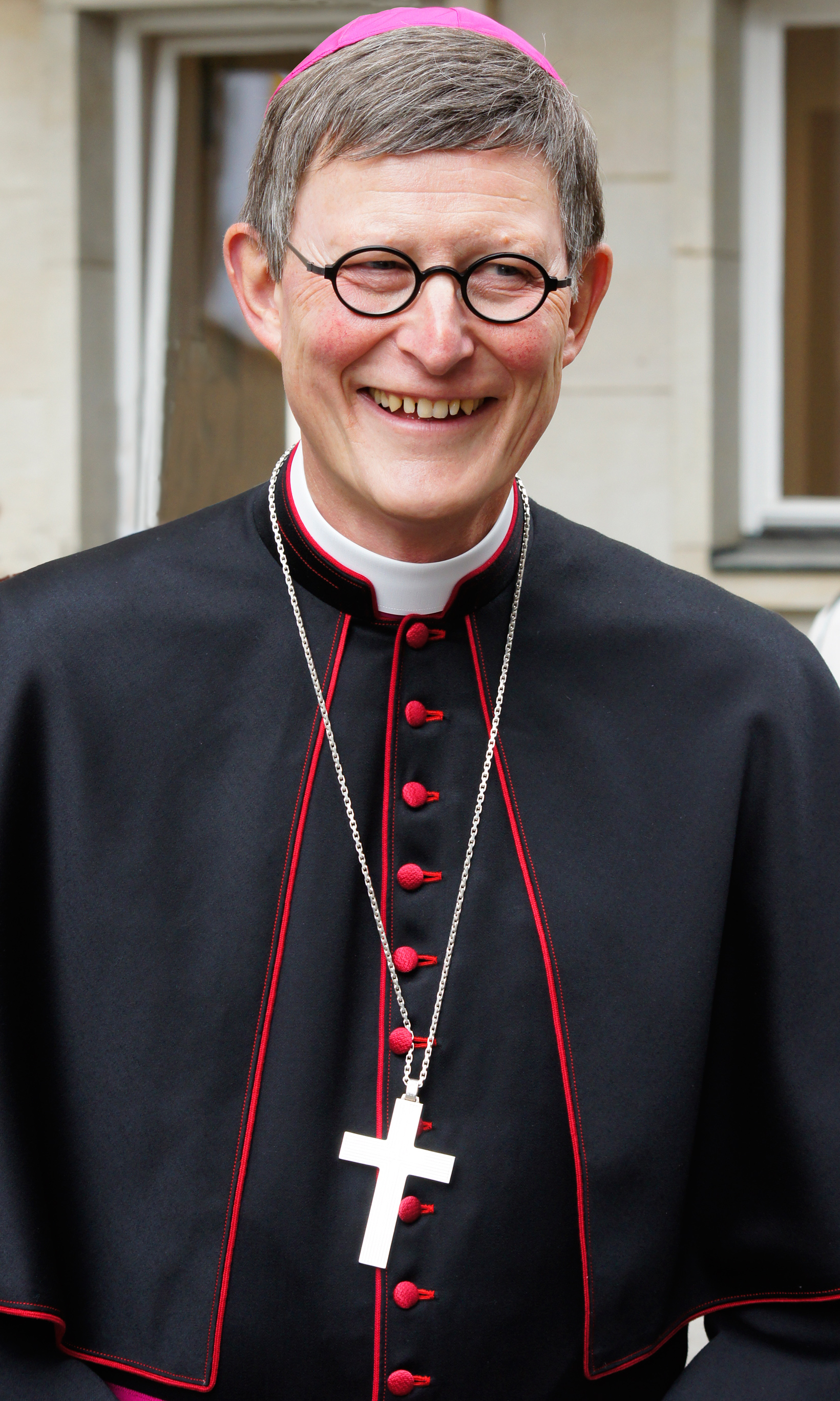
Rainer Maria Woelki

1. Italien: Fernando Filoni, Präfekt der Kongregation der Evangelisierung der Völker
2. Portugal: Manuel Monteiro de Castro, Großpönitentiar
3. Spanien: Santos Abril y Castelló, Vize-Camerlengo
4. Italien: Antonio Maria Vegliò, Präsident des Päpstlichen Rates der Seelsorge für die Migranten und für die Menschen unterwegs
5. Italien: Giuseppe Bertello, Präsident des Governatorats der Vatikanstadt
6. Italien: Francesco Coccopalmerio, Präsident des Päpstlichen Rates für die Interpretation von Gesetzestexten
7. Brasilien: João Braz de Aviz, Präfekt der Kongregation für die Institute geweihten Lebens und der Gesellschaften apostolischen Lebens
8. Vereinigte Staaten: Edwin Frederick O’Brien, Pro-Großmeister des Ritterordens vom Heiligen Grab in Jerusalem
9. Italien: Domenico Calcagno, Präsident der Verwaltung der Güter des Apostolischen Stuhls
10. Italien: Giuseppe Versaldi, Präsident der Präfektur für die ökonomischen Angelegenheiten des Heiligen Stuhls
11. Indien: George Alencherry, Großerzbischof von Ernakulam-Angamaly
12. Kanada: Thomas Collins, Erzbischof von Toronto
13. Tschechien: Dominik Duka OP, Erzbischof von Prag
14. Niederlande: Wim Eijk, Erzbischof von Utrecht
15. Italien: Giuseppe Betori, Erzbischof von Florenz
16. Vereinigte Staaten: Timothy Dolan, Erzbischof von New York
17. Deutschland: Rainer Maria Woelki, Erzbischof von Berlin
18. Volksrepublik China: John Tong Hon, Bischof von Hongkong

Bereits über 80:
1. Rumänien: Lucian Mureșan, Großerzbischof von Făgăraș und Alba Iulia
2. Belgien: Julien Ries, Titularerzbischof von Bellicastrum
3. Malta: Prosper Grech OSA, Titularerzbischof von San Leone
4. Deutschland: Karl Josef Becker SJ, Priester des Jesuitenordens

### 24. November 2012
1. Vereinigte Staaten: James Michael Harvey, Erzpriester der Patriarchalbasilika Sankt Paul vor den Mauern
2. Libanon: Bechara Boutros Raï, Patriarch von Antiochien
3. Indien: Baselios Cleemis Thottunakal, Großerzbischof von Trivandrum
4. Nigeria: John Onaiyekan, Erzbischof von Abuja
5. Kolumbien: Rubén Salazar Gómez, Erzbischof von Bogotá
6. Philippinen: Luis Antonio Tagle, Erzbischof von Manila